# Wapen van Canada
The Royal Coat of Arms of Canada (Nederlands: Het Koninklijk Wapen van Canada) werd op 21 november 1921 door George V gecreëerd als the Arms or Ensigns Armorial of the Dominion of Canada.
Canada's wapenschild lijkt op het wapen van het Verenigd Koninkrijk. Drie van de vier kwartieren in het Canadese wapen zijn hetzelfde als in het wapen van het Verenigd Koninkrijk. Dit zijn kwartier 1 Engeland, kwartier 2 Schotland en kwartier 3 Ierland. Het 4e kwartier is het oude wapen van Frankrijk en in de schildvoet staat een esdoorntak met 3 bladeren. Het esdoornblad komt ook voor in het helmteken vastgehouden door een leeuw.
De twee mottos zijn A mari usque ad mare (Latijn: Van zee tot zee), en het motto van de Orde van Canada, Desiderantes meliorem patriam (Latijn: Strevend naar een beter vaderland).
Op 27 september 2022 maakte Charles III zijn eigen monogram bekend, met daarin nu de Tudor crown.

1921–1957
1957–1994
1994-2022
Charles' monogram voor het Verenigd Koninkrijk